# Läderlappsfisk
Läderlappsfisk (Platax orbicularis) är en fisk hemmahörande i Indiska oceanen och Stilla havet. Det finns rapporter om att den setts utanför Florida. Dessa förekomster är troligen en konsekvens av människor har hällt ut sina akvariefiskar i naturen.
Läderlappsfisken blir upp till 50 cm lång. Den är avplattad på sidorna och liknar med sina stora rygg- och analfenor en diskus i utseende. Arten har en gråaktig ovansida och tre mörka tvärband men det tredje är otydligt. Bålens nedre delar är hos vuxna exemplar silvervita till ljusgula. Ibland förekommer några glest fördelade svarta punkter. Nykläckta ungar är rödbruna med svarta punkter. I käkarna förekommer flera rader med tänder som har tre knölar varav den mellersta är störst.
Arten vistas vanligen i områden som ligger 5 till 60 meter under havsytan. Den når i Indiska oceanen södra Afrika och i Stilla havet norra Australien samt södra Japan. Läderlappsfisken vistas gärna nära korallrev eller i laguner och mangrove.
Vuxna exemplar syns ensam, i par eller i mindre grupper. Ungar bildar under dagen ofta mindre stim som gömmer sig nära död löv som flyttar på vattenytan. Under natten lämnar de gömstället. Honor lägger sina ägg i det öppna vattnet. Individerna blir könsmogna vid en längd av cirka 32 cm. Födan utgörs av sjögräs.
Läderlappsfisken är inte sällsynt men den har inte heller särskilt stora populationer. Arten är inget mål för industriellt fiske men den fångas ibland för köttets skull, till exempel kring Tahiti och andra delar av Franska Polynesien. Några ungar fångas för att hålla de som akvariedjur. Dessa exemplar kommer oftast från Filippinerna och Indonesien. IUCN listar arten som livskraftig (LC).

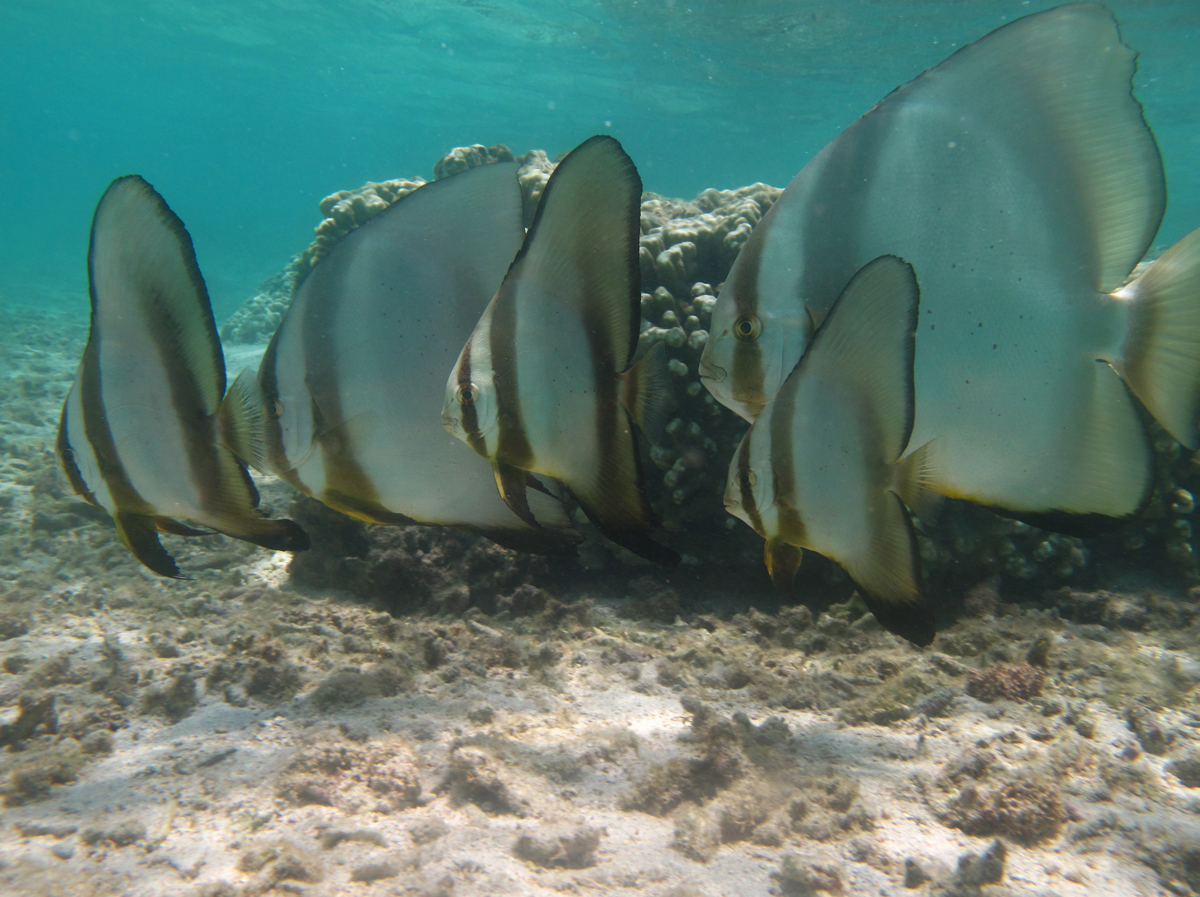
Mindre stim
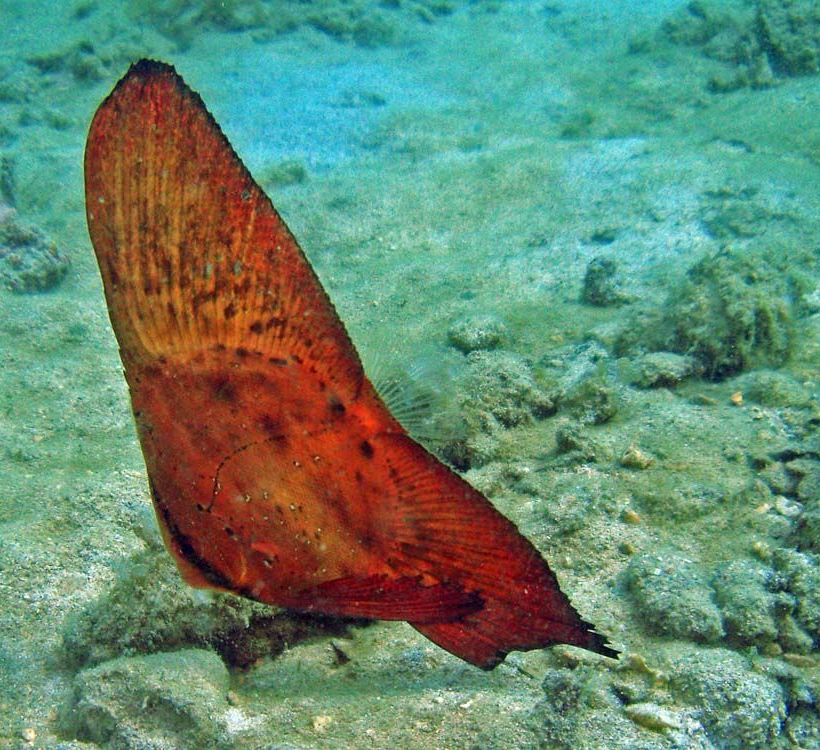
Unge